# شهرستان کوچاتوفسکی (استان کورسک)
شهرستان کوچاتوفسکی (به لاتین: Kurchatovsky District) یک شهرستان در روسیه است که در استان کورسک واقع شده‌است.